# Caio Valério Severo
Caio Valério Severo (em latim: Gaius Valerius Severus) foi um senador romano nomeado cônsul sufecto para o nundínio de setembro a dezembro de 124 com Caio Júlio Galo.. Foi governador proconsular de duas províncias senatoriais antes de seu consulado, primeiro da Acaia (117-118) e depois da Lícia e Panfília (120-122). Nada mais se sabe sobre ele.